# Marc Ferrez (photographe)
Pour les articles homonymes, voir Ferrez.
Marc Ferrez, né à Rio de Janeiro le 7 décembre 1843 et mort dans la même ville le 12 janvier 1923, est un photographe brésilien, un des plus importants de son temps.
Photographe très prolifique, ses œuvres documentent la formation du Brésil en tant que nation. Il fit partie de la commission géologique du professeur Charles Frederick Hartt, couvrant le nord et le sud du pays.
En 1865, Ferrez ouvrit son propre studio photographique dans le centre de Rio. Il fut nommé photographe de la Marine Impériale. Parmi ses chefs-d'œuvre, on trouve des reportages sur la construction de lignes de chemin de fer et des vues panoramiques de Rio. Il a représenté des scènes datant de l'Empire et du début de la République, entre 1865 et 1918 ; son travail compte parmi plus importants témoignages visuels de ces temps-là.
Ses œuvres nous font voir la vie quotidienne au Brésil dans la seconde moitié du XIXe siècle, en particulier à Rio de Janeiro, alors capitale du pays. On y remarque entre autres des photos de l'ilha das Cobras, de la forêt de la Tijuca, de la plage de Botafogo et du Jardin botanique de Rio de Janeiro.
Avec Augusto Malta, un photographe originaire de l'Alagoas il a enregistré des images qui montrent les transformations liées au réaménagement urbain entrepris au début du XXe siècle par le préfet de Rio, Francisco Pereira Passos.

## Biographie
Il était le fils d'Alexandrine Caroline Chevalier et de Zéphyrin Ferrez, graveur de médailles et sculpteur venu comme membre de la Mission artistique française, et neveu de Marc Ferrez, qui faisait partie de la même mission et à qui il devait son prénom. Il était cadet de la famille qui comptait en outre quatre filles et un fils. Ayant perdu ses deux parents à l'âge de sept ans, il fut envoyé en France, où il étudia jusqu'à l'adolescence avant de revenir au Brésil.
De retour il commença à travailler chez Leuzinger, papetier et typographe qui possédait aussi une section de photographie ; c'est là qu'il apprit les techniques de la photo sous la direction de l'Allemand Franz Keller. À 21 ans il fonda l'entreprise Marc Ferrez & Cia, un studio photographique qui le plaça parmi les principaux professionnels travaillant à la cour.
La production de portraits avait beau être plus rentable et attirer pour cette raison les autres photographes de la cour, il préférait cependant faire des vues et des photos des paysages du Brésil. Il se souciait en même temps de perfectionner son métier, et s'intéressait donc à la physique et à la chimie, se tenait au courant des dernières innovations techniques et importait d'Europe des équipements.
En 1873, un incendie détruisit son magasin qui lui servait aussi de résidence. Ferrez alla en Europe, pour acquérir du nouveau matériel et de nouveaux équipements spécialisés afin de continuer à exercer son métier. Revenu au Brésil, en 1875, il s'intégra comme photographe à la Commission Géologique de l'empire du Brésil, qui était dirigée par le géologue et géographe canadien Charles Frederick Hartt. Ferrez fut le premier à photographier les Indiens botocudos dans la jungle du Sud de la Bahia.
De retour de l'expédition, il commença à voyager et à photographier les principales villes brésiliennes, mettant toujours l'accent sur la capitale du pays.
Il participa à diverses expositions nationales et internationales, se voyant attribuer des médailles d'or à Philadelphie (1876) et à Paris (1878). À l'âge de 41 ans, il fut fait chevalier de l'Ordre de la Rose par Dom Pedro II.

### Chronologie
- 1851 – Après la mort brutale de ses parents, le 22 juillet, il part pour Paris où il va habiter chez le sculpteur et graveur Alphée Dubois (1831 - 1905)
- 1859 – Il revient à Rio de Janeiro, la capitale carioca, où il commence à travailler chez Leuzinger - papetier, éditeur et photographe – établi au 36 de la Rua do Ouvidor, qui exécutait des travaux de reliure, de dorure, de lithographie et de commerce d'albums illustrés
- 1860 – Il apprend les techniques photographiques auprès de Franz Keller-Leuzinger (1835 - 1890), gendre de Georg Leuzinger (1813 - 1892), photographe responsable de la section de photographie de la Maison Leuzinger qui avait été ouverte la même année,
- 1865 – Il ouvre son propre établissement photographique, la Maison Marc Ferrez et Cia, dont le siège est situé au 96 de la Rua São José,
- 1868 – l'Almanach Laemmert le mentionne dans sa section intitulée Photographes de la Cour
- 1870 – Il photographie la construction d'un Arc du Triomphe et du Temple de la Victoire érigé dans le Campo da Aclamação, à l’occasion des fêtes publiques organisées pour fêter la fin de la Guerre du Paraguay
- 1871 – Il photographie les instruments optiques scientifiques de José Maria dos Reis (c. 1800 – 1875) pour l’Exposition de Córdoba, en Argentine. Par la suite ces photographies entreront dans les collections de l'empereur Dom Pedro II
- 1872 – Il photographie les festivités publiques, les arcs et les gloriettes construits dans diverses rues de Rio de Janeiro pour célébrer le retour de la famille impériale après un séjour long en Europe. Actuellement, cette collection appartient au Musée National des Beaux-Arts (MNBA)
- 1872 – Il réalise, sur commande de la commission responsable de l'organisation, des photos de la 3e Exposition nationale afin de photographier l'intérieur du bâtiment de l'École Centrale de la Cour, où a eu lieu l'événement. Ces photos ont été envoyées, ultérieurement, par la commission à l'Exposition Universelle de Vienne
- 1873 – Le 18 novembre, un immense incendie détruit sa collection, avec ses plaques photographiques et son équipement dans son atelier, situé au 96 de la rua São José où il habitait et travaillait.
- 1874 - Il se rend avec sa femme à Paris, où il rachète des équipements nécessaires pour recommencer son activité professionnelle. À cette fin il a obtenu un prêt de Júlio Cláudio Chaigneau, négociant en articles et matériel de photographie
Pendant son voyage à Paris il reçoit de l'Institut de France l'honneur de remettre à l'empereur Dom Pedro II deux médailles exécutées par Alphée Dubois
- 1875 - De retour au Brésil, il est invité à se joindre, comme photographe, à l'expédition commandée par Charles Frederick Hartt (1840 - 1878), scientifique américain et professeur à l'Université de Cornell. La mission, qui fut considérée comme la plus grande expédition de caractère scientifique réalisée au XIXe siècle, était financée par la Commission géologique de l'Empire et parcourut les États de la Bahia, de l'Alagoas, du Pernambouc et une grande partie de la région amazonienne. C'est pendant ce voyage, dans la Bahia, que Marc Ferrez réalise, pour la première fois, des photos des Indiens botocudos.
- 1877 - Il participe aux réunions de la Société française de photographie, à Paris, offrant en cadeau à l'institution l'album Paysages du Brésil.
- 1879 – Il réalise un important travail de documentation photographique sur les travaux de canalisation de la rivière San Pedro et sur la construction d'un réservoir d'eau, situé dans le morro do Pedregulho, à Rio de Janeiro.

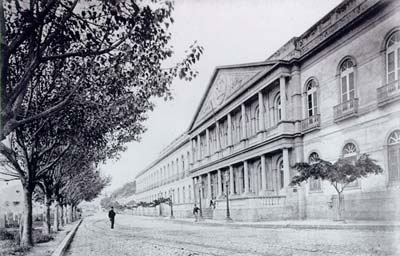
L'hôpital Santa Casa da Misericórdia de Rio de Janeiro, 1880.

- vers 1880 – Il reçoit le titre de photographe de la Marine impériale et de la Commission géographique et géologique de l'Empire.
- 1880 – Pour  l'exécution de grandes images panoramiques il commande avec M. Brandon un appareil photographique  qui sera réalisé à Paris. Ferrez continue alors quelque temps à travailler au perfectionnement de l'appareil
Il enregistre l'intérieur de l'Exposition Camoneana[N 1], présentée à la Bibliothèque nationale de Rio de Janeiro. Une de ces images est offerte à la Bibliothèque nationale par l'Empereur
- 1881 - Il introduit sur le marché photographique du pays les premières plaques sèches mises au point par les frères Lumière
- 1882 - Il enregistre les travaux de construction du chemin de fer du Corcovado
Au service du chemin de fer Dom Pedro II il se rend à São Paulo et au Minas Gerais, pour enregistrer les travaux d'élargissement de la voie ferrée The Minas and Rio Railway Company et la présence de l'empereur et de son entourage à l'entrée du tunnel du Mantiqueira
- 1884 - Il enregistre les travaux de la voie ferrée Paranaguá-Curitiba, créant un album, intitulé Estrada de Ferro do Paraná (Chemin de Fer du Paraná) et composé de quatorze photographies montrant la voie ferrée ; cet album, réalisé à Rio de Janeiro par la Maison Leuzinger, est présenté à l'Empereur par l'ingénieur Francisco Pereira Passos, responsable du chantier.
C'est la même Maison Leuzinger qui a édité l'album illustré avec des photographies prises sous sa propre autorité sous le titre Estrada de Ferro Minas and Rio – Brazil (Chemin de Fer Mines et Rio – Brésil), avec des photographies du chemin de fer The Minas and Rio Railway Company
- Vers 1885 - Le peintre Henri Langerock (1830 - 1915) exécute, en se fondant sur une photographie de Ferrez, le tableau La famille impériale et le Corcovado
- 1885 - Il se rend à Paris, pour participer à des réunions de la Société française de photographie, où il présente son appareil destiné à prendre des panoramas de grandes dimensions et présente également à l'institution des vues panoramiques du Brésil d'une dimension de 1,08 m et deux albums contenant de nombreux paysages du pays
Le 7 mars lui est décerné le titre de Chevalier de l'Ordre de la Rose (Cavaleiro da Ordem da Rosa) par l'empereur dont, la même année, il avait réalisé des photos dans le bureau impérial privé, situé dans le palais de São Cristóvão
- 1886 - L'album de photos Estrada de Ferro do Paraná est incorporé à la collection de la Société de géographie
- 1887 - L'exposition des Chemins de fer brésiliens, organisée par le Club d'ingénierie à l'École des Arts et Métiers utilise une partie des archives de la Maison Marc Ferrez contenant des profils, des plans, des projets, des souvenirs et des modèles
- 1889 - José Maria da Silva Paranhos (1845-1912), baron de Rio Branco, organise l'Album de Vues du Brésil, contenant des images photographiques réalisées par Ferrez et d'autres photographes brésiliens pour l'Exposition Universelle de Paris
Après une décennie consacrée à documenter les travaux dirigés par l'ingénieur Francisco de Paula Bicalho (1847 - 1919) pour l'amélioration de l'approvisionnement en eau de Rio de Janeiro, sort un album intitulé Obras do novo abastecimento de água (Construction du nouvel approvisionnement en eau), relié par la Maison Leuzinger et contenant des reproductions de images photographiques des travaux
- 1890 - Il s'associe à Henri Gustave Lombaets (1845 - 1897), relieur de l'Académie Impériale de Beaux Arts, en créant la Lombaets, Marc Ferrez et Cia. Cette société commence à publier des cartes postales, le journal A Estação et l'album Quadros de História Pátria, qui a été commandé par l'Inspection Générale de l'Instruction Primaire et Secondaire
- 1892 - Il met fin à son association avec Henri Gustave Lombaets
- 1893 - Il exécute des enregistrements photographiques de la Révolte de l'Armada, s'attachant principalement aux dégâts causés par les rebelles aux navires et aux installations de la Marine brésilienne
- 1894 - Il exécute des travaux de documentation photographique pour la ‘’Commission de construction de la Nouvelle Capitale’’, à Belo Horizonte, Minas Gerais
La même année encore, il enregistre les festivités de l'anniversaire de la proclamation de la République.
- 1895 - L'almanach Laemmert indique la Maison Marc Ferrez, comme la seule adresse de Rio de Janeiro où l'on puisse trouver dans le commerce des articles destinés à la photographie
La même année, il réalise des expériences avec lumière oxyéthérique et rayons X dans son laboratoire, en collaboration avec le scientifique Henrique Morize (1860 - 1930), directeur de l'Observatoire National
- 1899 – La Maison Marc Ferrez lance une série de cartes postales réalisées grâce à la technique de la phototypie
C'est de cette année que date la série de photographies où il enregistre divers types de métiers urbains, tels que : fabricant de bouteilles, marchand de légumes, vannier, épicier, rétameur ambulant, fabricant de balais, journalier et rémouleur
- 1900 - Il enregistre la Messe en plein air, l'Inauguration du Monument, le défilé des Troupes devant le monument et l'Arc Manuelino sur la Praça da Glória, qui ont lieu à Rio de Janeiro, pour commémorer les quatre cents ans de la découverte du Brésil
- 1902 - Il exécute l'enregistrement de l'inauguration de la statue du vicomte de Rio Branco, œuvre du sculpteur Maurice Charpentier (1858 - 1924) et située dans le quartier de Glória à Rio de Janeiro
- 1904 – La Maison Marc Ferrez cesse son activité au 88 de la rua São José, du fait de l'expropriation de divers immeubles dans le centre pour la construction de l'Avenida Central (actuelle Avenida Rio Branco). L'indemnisation reçue s'est montée à 25 contos de réis et a été payée par la Commission Constructrice représentée par l'ingénieur Paulo de Frontin (1860 - 1933)
- 1905 – La Maison Marc Ferrez fait sa réouverture au 96 de la rua São José. À cette adresse déjà, Júlio Marc Ferrez avait obtenu de représenter l'entreprise française Pathé Frères, et il était devenu le fournisseur exclusif des cinémas ambulants et du cinéma ouvert par le Portugais Arnaldo Gomes de Souza dans le Passeio Público (Rio de Janeiro), en même temps qu'il distribuait des films pour d'autres cinémas de diverses villes du pays
- vers 1907 - Il publie l'album dont le projet avait commencé en 1903 sous le titre Avenida Central : 8 mars 1903 - 15 novembre 1906, et qui contenait des plans de l'avenue et des photographies des projets des façades des bâtiments construits dans la nouvelle avenue. Pour la production de l'œuvre les zincographies avaient été exécutées par l'entreprise E. Bevilacqua et Cia., établie à Rio de Janeiro ; à partir des négatifs des photographies de la série de projets de façades des immeubles à Paris sont exécutés trois grands plans du projet par l'entreprise Erhard Frères, tandis qu'à Zurich, par le biais du système de photogravure, des photographies des immeubles déjà construits sont gravés et imprimés. Le premier tirage de l'album est de mille exemplaires imprimés
Le 17 novembre 1907, il inaugure Cine Pathé, en association avec Arnaldo Gomes de Souza, dans les immeubles loués sur l'Avenue Centrale, aux numéros 145 et 149. La même année, la Maison Marc Ferrez & Filhos devient distributrice d'une grande partie des films projetés dans les diverses salles de cinéma de Rio de Janeiro
- 1908 – Il photographie, en soulignant les drapeaux des États, l'Exposition nationale réalisée sur la Praia Vermelha une plage de Rio de Janeiro, puis il publie une série de cartes postales sur l'événement
- 1912 – Il introduit au Brésil les plaques « autochromes » inventées par les frères Lumière à Paris en 1907
- 1913 - Julius Marc Ferrez en collaboration avec José Luciano André Ferrez crée la Compagnie cinématographique brésilienne, qui deviendra plus tard la Casa Marc Ferrez Cinemas e Eletricidade Ltda.
- Plus tard la même année, un raz-de-marée sur la plage nommée praia do Flamengo inonde la résidence de Ferrez, située au numéro 23 de la rue du Deux-Décembre, détruisant la totalité des exemplaires de l'album Avenida Central: 8 de março de 1903 - 15 de novembro de 1906
- 1915-1920 - Paris (France) – Il réside dans la capitale française où il étudie la photographie en couleurs naturelles
- vers 1920 - Après ce séjour en France, il retourne, malade, à Rio de Janeiro
- 1923 - Le 12 janvier, il meurt à Rio de Janeiro, qu’il a tant photographié et où il a passé la plus grande partie de sa vie

## Œuvre
Marc Ferrez a été le seul professionnel de la photographie à avoir reçu le titre de « photographe de la marine impériale » en 1880.
Il a apporté plusieurs innovations, entre autres il a introduit sur le marché les premières plaques sèches des frères Lumière, il a été le premier à utiliser le flash de magnésium, dont il s’est servi pour photographier les mines de la région de Morro Velho dans le Minas Gerais ; en 1881 il a produit les plus grandes plaques colloïdales panoramiques du monde, mesurant 40 cm sur 120 cm et représentant des paysages du Brésil.
Même s’il s’est consacré davantage à la thématique du paysage, il n’en a pas moins été un grand portraitiste ; son œuvre comprend aussi des photos de membres de la famille impériale brésilienne car en 1886il a réalisé une série de portraits de la princesse Isabel dans le palais de Laranjeiras.
Parmi ses publications on trouve l'album de l’Avenida Central, où il nous fait voir la construction impressionnante de l’actuelle Avenida Rio Branco, qui a porté le nom d’Avenida Central à Rio de Janeiro, entre 1903 et 1906.
Marc Ferrez a également élargi son intérêt vers le cinéma et a ouvert en 1907, le cinéma Pathé dans la ville de Rio de Janeiro.
Sa collection, achetée en 1998 par l'Instituto Moreira Salles à son petit-fils, l'historien Gilberto Ferrez, réunit plus de 5.500 images, soit quatre mille négatifs originaux sur verre. Depuis cette date, l'IMS a commencé à organiser un travail de récupération et de recherche dont l’exposition « le Brésil de Marc Ferrez - Photos de la collection de l'Instituto Moreira Salles, » réunit une grande partie de son œuvre (350 images, avec photographies et des documents) et a été présenté au public de Rio de Janeiro et au Musée Carnavalet de Paris en 2005. [1] Cette exposition a également été présentée dans les villes de Poços de Caldas, Porto Alegre, São Paulo et Belo Horizonte. (IMS)

## Expositions
- 7 décembre 1982 - 20 février 1983 : Registro fotográfico de Marc Ferrez : da construção da Av. Rio Branco, 1903-1906, Museu nacional de belas artes (MNBA), Rio de Janeiro[1].
- 21 septembre - 11 décembre 2005 : Le Brésil de Marc Ferrez, Musée Carnavalet, Paris[2].

## Galerie

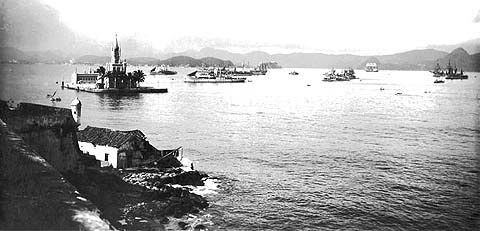
l'Ilha Fiscal, île de la baie de Guanabara à Rio de Janeiro, 1885.
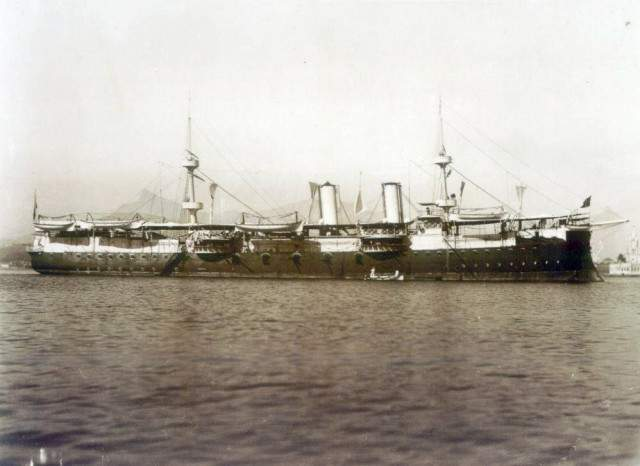
Le croiseur Tamandaré de la marine du Brésil.
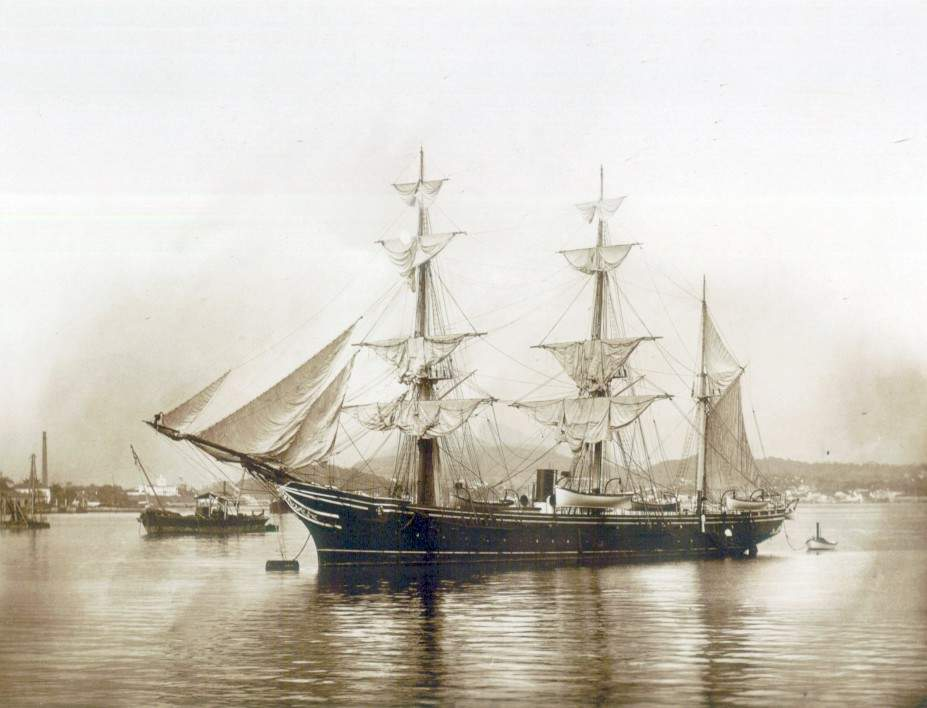
Le navire Marinheiro à l'ancre dans la baie de Guanabara.
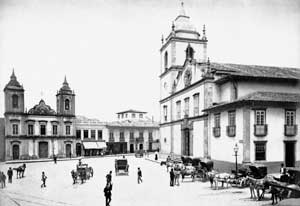
La place de la Sé à São Paulo, vers 1880.
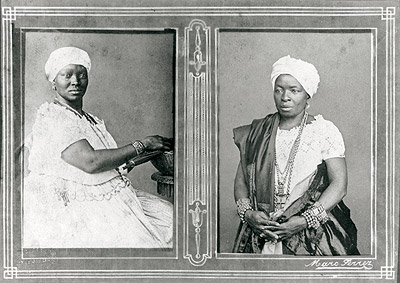
Deux portraits en studio, 1885.
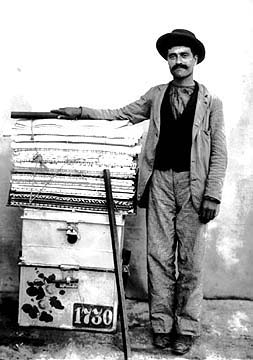
Vendeur de tissu à Rio de Janeiro, 1895.
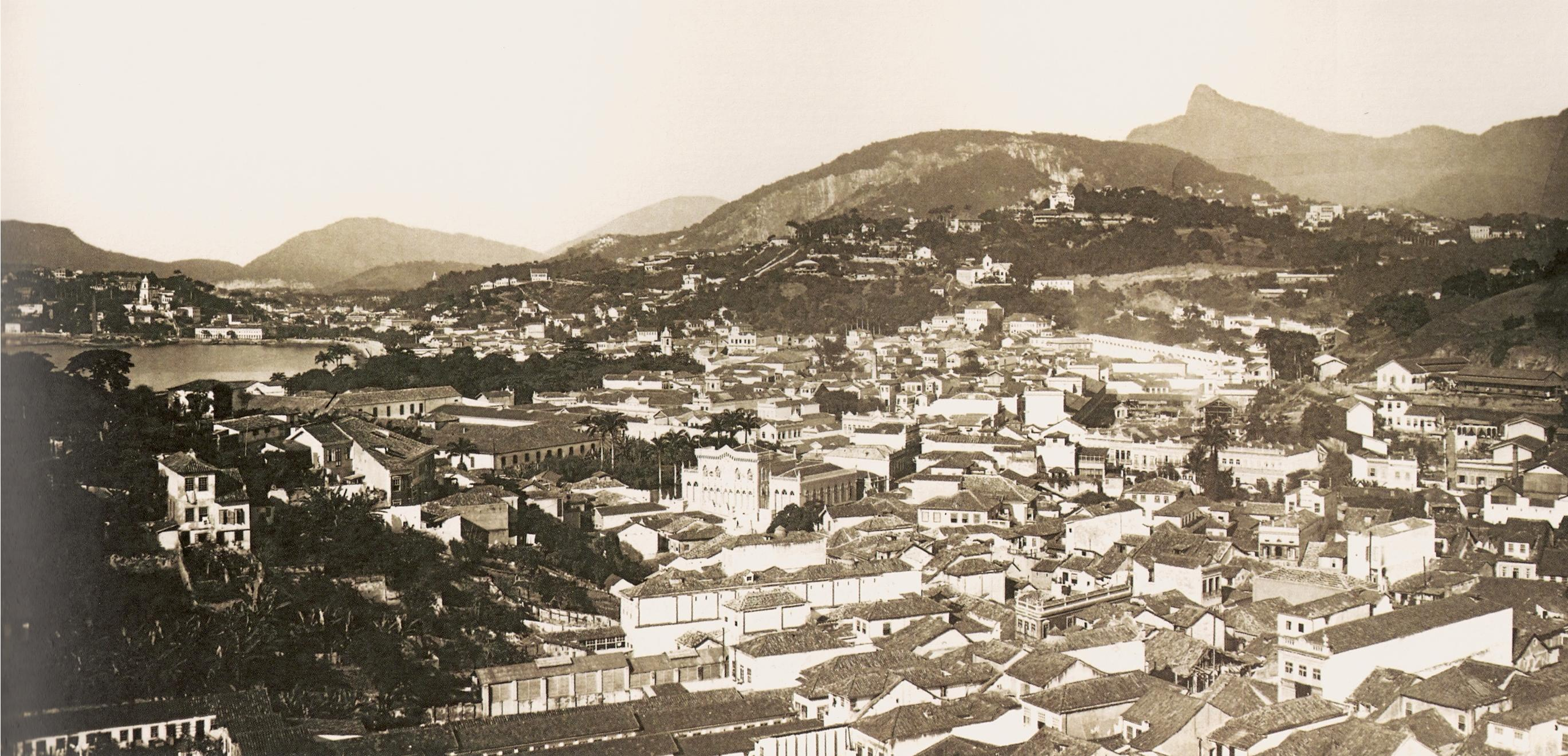
Vue de Rio de Janeiro, 1889.
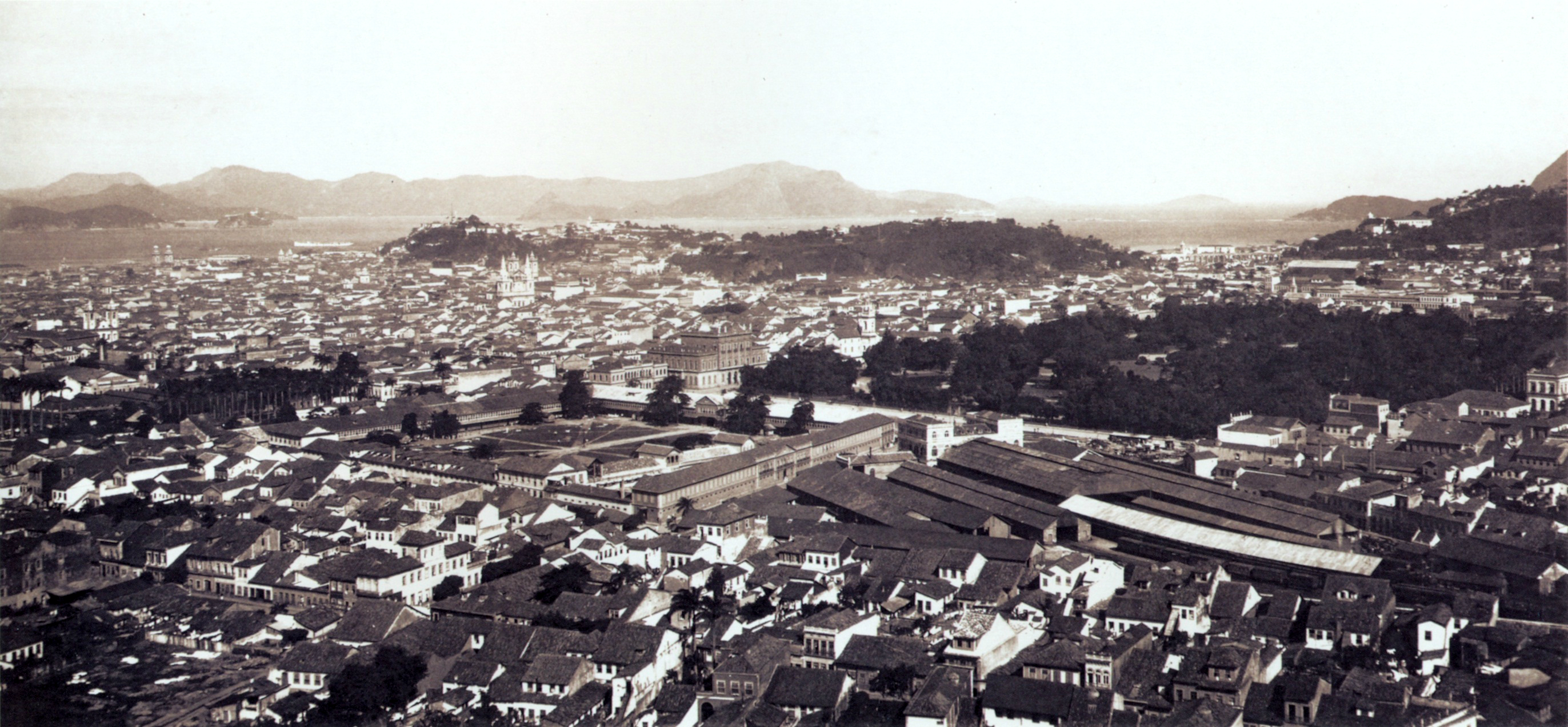
Vue de Rio de Janeiro, 1889.